# Harkakötöny
Harkakötöny község Bács-Kiskun vármegye Kiskunhalasi járásában.

## Fekvése
Az ország dél-alföldi részén fekszik, nagyjából félúton Kiskunhalas és Kiskunmajsa között; a Duna-Tisza közén, a Kiskunság és a Bácska peremén, Bács-Kiskun vármegye délkeleti részén helyezkedik el.
A szomszédos települések: északkelet felől Bodoglár [egykor önálló, ma Kiskunmajsához tartozó falu], kelet felől Kiskunmajsa, délnyugat felől Kiskunhalas, északnyugat felől pedig Tázlár. Csak kevés híja van annak, hogy nem határos dél felől még Zsanával is.

### Megközelítése
Harkakötöny zsáktelepülésnek tekinthető, mivel belterülete közúton csak egy útvonalon, a Kiskunfélegyháza-Kiskunmajsa-Kiskunhalas közt húzódó 5402-es útból északnak kiágazó, 54 107-es számú bekötőúton érhető el.
A hazai vasútvonalak közül a települést a Kiskunhalas–Kiskunfélegyháza-vasútvonal érinti, melynek egy megállási pontja van itt; Harkakötöny vasútállomás a község délnyugati részén helyezkedik el, közúti elérését az 54 107-es útból kiágazó, rövidke 54 312-es számú mellékút biztosítja.

## Története
A Harka név egy 1451. évi okmányon fordul elő először. Kötöny neve legelőször egy 1493-ban keltezett oklevél szerint Ketzenszállás volt. A harka szó középkori méltóság, a Kötöny szó Kuthen kun fejedelem nevét őrzi. Az elnevezés alapján sok száz éve lakott vidék az alig 61 éves falu. A „9-10. századi magyarság harmadik főméltósága” személynévként, az egyik honfoglaló vezér Tétény (Töhötöm) viselte a Harka méltóságot. A tisztség legismertebb viselője Bulcsú volt. Kuthen/Kötöny, Magyarország területére a 11-12. században letelepedett kun népek vezére volt.

## Közélete

### Polgármesterei
- 1990–1994: Tobak Csaba (független)[3]
- 1994–1998: Tobak Csaba (független)[4]
- 1998–2002: Tobak Csaba (független)[5]
- 2002–2006: Tobak Csaba (független)[6]
- 2006–2008: Győri Endre (független)[7]
- 2008–2010: Brassó Imre Albert (független)[8]
- 2010–2014: Brassó Imre Albert (Fidesz–KDNP)[9]
- 2014–2019: Brassó Imre Albert (Fidesz-KDNP)[10]
- 2019–2024: Brassó Imre Albert (Fidesz-KDNP)[11]
- 2024– : Brassó Imre Albert (Fidesz-KDNP)[1]

A településen 2008. október 5-én időközi polgármester-választást (és képviselő-testületi választást) tartottak, az előző képviselő-testület önfeloszlatása miatt. A választáson a hivatalban lévő faluvezető nem indult el, elődje viszont igen, ám alulmaradt egyetlen ellenfelével szemben.

## Népesség
A település népességének változása:
| Lakosok száma | 862  | 842  | 830  | 781  | 719  | 719  | 707  |
|               | 2013 | 2014 | 2018 | 2021 | 2022 | 2023 | 2024 |

A 2011-es népszámlálás során a lakosok 73,3%-a magyarnak, 0,7% lengyelnek, 0,8% németnek mondta magát (26,7% nem nyilatkozott; a kettős identitások miatt a végösszeg nagyobb lehet 100%-nál). A vallási megoszlás a következő volt: római katolikus 43,2%, református 3%, evangélikus 0,1%, felekezeten kívüli 7,4% (45,8% nem nyilatkozott).
2022-ben a lakosság 90,5%-a vallotta magát magyarnak, 0,3% lengyelnek, 0,3% cigánynak, 0,3% németnek, 0,1% románnak, 1,1% egyéb, nem hazai nemzetiségűnek (9,5% nem nyilatkozott; a kettős identitások miatt a végösszeg nagyobb lehet 100%-nál). Vallásuk szerint 41% volt római katolikus, 4% református, 0,1% evangélikus, 0,1% görög katolikus, 0,4% egyéb keresztény, 2,2% egyéb katolikus, 12,8% felekezeten kívüli (39,2% nem válaszolt).

## Nevezetességei
- A falu határában található temetőt elhagyva találjuk szembe magunkat a csonka Pajorkereszttel[15] (sajnos 2003-ban villám sújtotta, és darabokra tört). A keresztet a Börcsök család állította hálából valamiért, ki így, ki úgy mondja.
- A dombról ma gyerekek szánkóznak le telente. Árpád-kori templom romokról is szólnak mendemondák, s annyi bizonyos, hogy minden évben kerülnek elő emberi csontok a környékről a szántások alkalmával.
- A határon húzódik az egykori népvándorlás kori erődvonulat, a Csörsz árka is.

### Természeti értékei
Jellemző fája az olajfűz, amely a mélyében található szikre utal. A nyáron virágzó sziki növényzet megerősíti ezt. A falu határában található egy tó, Harka-tó, illetve telepített fenyves- és nyárerdő. A halászat és haltenyésztés céljaira kialakított tavat szikfok és vakszik növényzettel, sós réti növényzettel, szikes mocsárral borított felületek kísérik.
A tófelület elsősorban a vándorló és a téli vendégként itt tartózkodó madárfajok, a szikes legelők, rétek pedig a fészkelő madárfajainak szempontjából jelentősek. Védett és fokozottan védett fajok fordulnak elő úgy a növény-, mint az állatvilágból.
Másik különlegesség a környéki homokbuckás táj. Valaha, az északi, északnyugati szelek alakították ki ezt a vidéket. Galagonya és kökénybokrok tarkítják a tájat.
Sok a telepített erdő. Nehéz érintetlen helyeket találni, de még fellelhetők ilyen területek Kötönypusztán kívül Pirtón és Terézhalmon.

## Testvértelepülések
- Walim,
- Maksa,